# 上弗里肯山

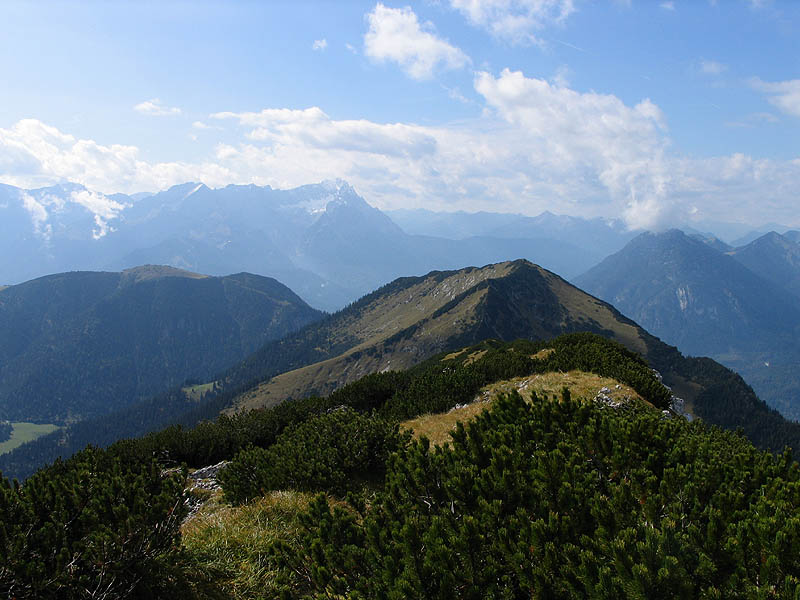

47°31′58″N 11°9′19″E / 47.53278°N 11.15528°E
上弗里肯山（德語：Hoher Fricken），是德國的山峰，位於該國東南部，由巴伐利亞負責管轄，屬於埃斯特爾山脈的一部分，海拔高度1,940米，每年平均降雨量1,666毫米。